# شهر و شهرستان هونولولو
شهرستان هونولولو، هاوایی (به انگلیسی: Honolulu County, Hawaii) شهرستانی در ایالات متحده آمریکا است که در هاوائی واقع شده‌است.

## خصوصیات
شهرستان هونولولو ۵٬۵۱۱٫۵۳ کیلومترمربع مساحت و ۹۵۳٬۲۰۷ نفر جمعیت دارد.